# Sudarij iz Ovieda
Sudarij iz Ovieda (špansko Santo Sudario de Oviedo, tudi Pañolón de Oviedo) je krvav kos tkanine, prtič, ki meri okoli 84 x 53 cm, shranjen v Cámara Santa de Oviedo v stolnici San Salvador, Oviedo, Španija. Sudarium (v latinščini pomeni znoj) je tkanina, ki je bila ovita okoli glave Jezusa Kristusa po njegovi smrti, kot je opisano v Svetem pismu Jn 20,6-7.
Tkanina je bila datirana okoli leta 700 našega štetja z radiokarbonskim datiranjem. Vendar pa je bilo na isti konferenci, na kateri so bili predstavljeni ti podatki, ugotovljeno, da ima tkanina v resnici določeno zgodovino, ki sega vse do približno 570 n. št. Laboratorij je ugotovil, da bi poznejša kontaminacija lahko povzročila pozno datiranje.
Soba majhne kapele, ki jo je zgradil posebej za krpo asturijski kralj Alfonz II. leta 840 -  Arca Santa - je skrinja, relikviarij, z romansko kovinsko čelno stranjo za shranjevanje Sudarija in drugih relikvij. Sudarij je na ogled javnosti trikrat letno: na veliki petek, praznik zmagovitega križa 14. septembra in oktave 21. septembra.

## Zgodovina
Sudarij kaže znake napredovalega propadanja, s temnimi madeži, ki so simetrično razporejeni, vendar ne tvorijo slike, za razliko od oznak na Torinskem prtu. Obrazna tkanina je omenjena kot prisotna v praznem grobu v Janezovem evangeliju 20,6-7. Izven Svetega pisma je Sudarij leta 570 prvič omenil Antonin iz Piacenze, ki piše, da se je za Sudarij skrbelo v bližini Jeruzalema v jami v bližini samostana svetega Marka.
Domneva se, da je bil Sudarij odvzet iz Palestine leta 614 našega štetja, potem ko je sasanidski perzijski kralj Kozrav II. vdrl v bizantinske province. Da bi se izognili uničenju ob vdoru, ga je prezbiter Filip najprej odnesel v Aleksandrijo, nato pa prepeljal skozi severno Afriko, ko je Kozrav II. leta 616 osvojil Aleksandrijo in kmalu zatem prišel v Španijo. Sudarij je vstopil v Španijo pri Cartageni skupaj z ljudmi, ki so bežali pred Perzijci. Fulgentij, škof v Eciji, je sprejel begunce in relikvije, skrinjo, v kateri je bil Sudarij, pa je dal Leandru, škofu v Sevilji. Odnesel jo je v Seviljo, kjer je preživela nekaj let.
Leta 657 so jo preselili v Toledo, nato pa leta 718 v severno Španijo, da bi se izognili napredujočim Mavrom. Sudarij je bil skrit v gorah Asturije v jami, znani kot Montesacro, dokler kralj Alfonz II., ko se je boril proti Mavrom, ni leta 840 postavil kapele v Oviedu.
14. marca 1075 so kralj Alfonz VI., njegova sestra in Rodrigo Diaz Vivar (El Cid) po dnevih posta skrinjo odprli. Dogodek je bil zabeležen na dokumentu, ki je ohranjen v kapitularnem arhivu v stolnici San Salvador v Oviedu. Kralj je imel hrastovo skrinjo, pokrito s srebrom, z napisom: »Sveti Sudarij našega Gospoda Jezusa Kristusa«.